# Liazy
Liazy (EC 4) – klasa enzymów katalizujących rozrywanie wiązań C−C, C−O, C−N, C−S, C−X (X = halogen), P−O i innych w sposób inny niż hydroliza lub utlenianie. Pękaniu wiązania towarzyszy powstanie nowego wiązania podwójnego lub pierścienia w rozszczepianej cząsteczce, np.:
|  |  | CH−C−OH ⇄ C=C + H 2O | (dla przejrzystości pominięto podstawniki przy atomach węgla) |  |

W reakcjach w jednym kierunku ich substratem jest pojedyncza cząsteczka, a produktem dwie cząsteczki, podczas gdy w reakcji w kierunku odwrotnym substratem są dwie cząsteczki, a produktem jedna cząsteczka (enzymy, dla których ten drugi kierunek reakcji jest ważniejszy mogą być nazywane syntazami):
A  ⇄  B + C
Nazwy systematyczne liaz tworzy się wg schematu „grupa substratu-liaza”, natomiast nazwy zwyczajowe są typu „dekarboksylaza”, „aldolaza” lub „hydrolaza”.
Dzielą się na podklasy (wymienione są wszystkie podklasy EC poziomu 2 i 3):
- 4.1. Liazy węgiel–węgiel:

- 4.1.1. Karboksy-liazy (dekarboksylazy)

Przykłady:
- 4.1.1.1. Karboksy-liaza 2-oksokwasów – dekarboksylaza pirogronianowa. Jest to białko zawierające pirofosforan tiaminy jako koenzym. Katalizuje reakcję: kwas pirogronowy = aldehyd octowy.
- 4.1.1.3. Karboksy-liaza szczawiooctanu – dekarboksylaza szczawiooctanowa, katalizująca przemianę szczawiooctanu do pirogronianu, z wydzieleniem dwutlenku węgla.
- 4.1.1.11. Karboksy-liaza L-asparaginianu – 1-dekarboksylaza asparaginianowa. Jest to białko zawierające w swym składzie fosforan pirydoksalu.

- 4.1.2. Aldehydo-liazy

Przykład:
- 4.1.2.13. Aldolaza

- 4.1.3. Liazy ketokwasów

Przykład:
- 4.1.3.6. Szczawiowooctano-liaza cytrynianu (acetylująca CoA) – katalizuje rozpad cytrynianu do octanu i szczawianu.

- 4.1.99. Inne liazy węgiel–węgiel

- 4.2. Liazy węgiel–tlen:

- 4.2.1. Hydro-liazy

Przykłady:
- 4.2.1.2. Hydro-liaza L-jabłczanu – hydrataza fumarowa (fumaraza). Przekształca, odwracalnie jabłczan do fumaranu z wydzieleniem cząsteczki wody.
- 4.2.1.3. Hydro-liaza cytrynianu (izocytrynianu) – hydrataza akonitanowa (akonitaza). Jest również enzymem z cyklu Krebsa. Odłączając wodę od cytrynianu, przekształca go najpierw do cis-akonitanu, później dołączając kolejną cząsteczkę wody – do izocytrynianu.

- 4.2.2. Liazy węgiel–tlen działające na polisacharydach
- 4.2.3. Liazy węgiel–tlen działające na fosforanach
- 4.2.99. Inne liazy węgiel–tlen

- 4.3. Liazy węgiel–azot:

- 4.3.1. Amoniako-liazy
- 4.3.2. Amido-liazy
- 4.3.3. Amino-liazy
- 4.3.99. Inne liazy węgiel–azot

- 4.4. Liazy węgiel–siarka

- 4.4.1. Liazy węgiel–siarka

- 4.5. Liazy węgiel–halogen

- 4.5.1. Liazy węgiel–halogen

- 4.6. Liazy fosfor–tlen

- 4.6.1. Liazy fosfor–tlen

- 4.7. Liazy węgiel–fosfor

- 4.7.1. Liazy węgiel–fosfor

- 4.99. Inne liazy

- 4.99.1. Inne liazy